# Chi: Chikyū no Undō ni Tsuite
Chi: Chikyū no Undō ni Tsuite (チ。―地球の運動について―?), también conocida como Tierra, sangre, conocimiento: Sobre el movimiento de la Tierra en España, es una serie de manga japonesa escrita e ilustrada por Uoto. Fue serializada en la revista de manga seinen Weekly Big Comic Spirits de Shōgakukan desde septiembre de 2020 hasta abril de 2022, con sus capítulos recopilados en ocho volúmenes tankōbon. Una adaptación televisiva de la serie de anime producida por Madhouse se emitió desde octubre de 2024 hasta marzo de 2025.

## Argumento
El escenario es la Polonia del siglo XV, una época en la que las ideas heréticas conducían a quemar en la hoguera a quienes poseían esa mentalidad. Rafał, un niño prodigio, debía especializarse en teología en la universidad, la materia más importante en aquella época. Sin embargo, un día conoce a un hombre misterioso y comienza a investigar una posible "verdad" en medio de ideas heréticas. Cuando Nowak, un inquisidor, encuentra un diagrama dibujado por Rafal que muestra un modelo heliocéntrico, Hubert se atribuye la responsabilidad y es ejecutado, dejándole a Rafal un colgante esférico. Rafal usa el colgante para encontrar los materiales de investigación ocultos de Hubert sobre la teoría. Rafal continúa la investigación de Hubert, pero su padre adoptivo, Potocki, le informa. En su inquisición, Rafal se niega a denunciar la teoría y se suicida ingiriendo semillas de amapola.
Diez años después, Okgi y Gallus, dos duelistas, reciben la misión de proteger a un hereje durante el transporte. El hereje les revela la ubicación de la investigación y muere para proteger a Okgi de Nowak. La pareja decide buscar a un sacerdote degradado, Badeni, para que les ayude a dar sentido al material. Mientras están en un puente, este se derrumba y Gallus confía su misión y el colgante a Okgi antes de morir. Okgi conoce a Badeni, quien acepta mirar los materiales a cambio de que Okgi continúe con las observaciones astronómicas de Gallus. Badeni descubre que los materiales están incompletos y requieren el uso de más registros. Publican un problema en los tablones públicos de la ciudad y encuentran a una chica, Jolanta, que lo responde el mismo día. Jolanta, una investigadora, acepta cooperar con ellos presentándoles a Piast, un ardiente defensor del modelo ptolemaico. Después de que Okgi observa la fase de crecimiento de Venus, Piast acepta darle al grupo acceso a sus registros. Badeni, utilizando los registros de Piast, termina la teoría. Nowak se da cuenta del grupo, inspecciona la cabaña de Badeni y se da cuenta del colgante. Okgi mantiene a raya a los inquisidores, pero él y Badeni son capturados. Nowak tortura a Okgi, obligando a Badeni a divulgar la ubicación de los materiales de investigación, y los dos son ejecutados. Antoni, un rival de Nowak, intenta que Jolanta, la hija de Nowak, sea condenada por hereje, pero un inquisidor la libera. Cklamovski, un sacerdote de la iglesia de Badeni, descubre que Badeni había transcrito un diario escrito por Okgi en las cabezas de los vagabundos locales.
Veinticinco años después, Schmitt, el capitán de la Fuerza de Liberación Hereje, recupera el libro de Okgi bajo las órdenes de Jolanta, pero se ve obligado a dejarlo en un pueblo abandonado. Draka, una gitana, se encuentra con el libro y, al ver una oportunidad de sacar provecho, lo quema, obligando a Schmitt a llevársela con ellos. Draka, a cambio de que se le permita usar su imprenta, recita el contenido del libro a Jolanta. Cuando los inquisidores encuentran al grupo, Jolanta se queda atrás y se hace estallar.

## Personajes
Rafal (ラファウ Rafau?)
 Seiyū: Maaya Sakamoto
Un niño prodigio que ingresó a la universidad a los 12 años y planeaba especializarse en teología. Un día conoce a Hubert y queda fascinado por la belleza del Heliocentrismo. Después de la ejecución de Hubert, se hace cargo del testamento de Hubert y continúa su investigación en secreto, pero Novak lo atrapa debido a un aviso de su padre adoptivo, Potocki. En su juicio, al día siguiente de su arresto, declaró que creía en la teoría heliocéntrica y esa noche se suicidó bebiendo veneno.
Novak (ノヴァク Novaku?)
 Seiyū: Kenjirō Tsuda
Un ex inquisidor mercenario. Siempre tiene una actitud apática. Se encarga de arrestar y ejecutar a aquellos que buscan investigar sobre la teoría Heliocéntrica, considerada herética por la Iglesia. Cree que su deber es proteger la paz del mundo, incluida la de su hija, incluso si eso significa recurrir a acciones crueles.
Potocki (ポトツキ, Pototsuki)
 Seiyū: Kōichi Makishima
El padre adoptivo de Rafal, fue quien le pidió que dejara de estudiar astronomía y se centrara en la teología cuando entró en la universidad.
Hubert (フベルト Fuberuto?)
 Seiyū: Shō Hayami
Un erudito que investigó la teoría geocéntrica y fue arrestado por hereje. Mintió diciendo que se había reformado y fue acogido por Potocki, pero continuó sus observaciones astronómicas con Rafau, a quien conoció al salir de prisión. Sin embargo, Novak se enteró y lo quemó en la hoguera. Cuando Novak se enteró de su investigación, Hubert confió sus materiales de investigación a Rafau antes de morir.
Oczy (オクジー Okujī?)
 Seiyū: Katsuyuki Konishi
Luchador suplente. Pensamientos súper negativos. Aunque tiene una vista excelente, tiene miedo de mirar al cielo. No tiene expectativas para esta vida y espera ir al cielo lo antes posible.
Badeni (バデーニ Badēni?)
Seiyū: Yūichi Nakamura
Monje. En busca de "los momentos que hacen la vida especial", buscó el "conocimiento" puramente sin seguir la disciplina de la iglesia y, como resultado, se le quemaron uno de sus ojos y fue degradado a una aldea rural. Tiene un cerebro extraordinario con una gran cantidad de conocimiento y capacidad de cálculo. Lleva un parche en el ojo derecho.
Yolenta (ヨレンタ Yorenta?)
 Seiyū: Saya Hitomi
Yolanda es una asistente de investigación astronómica. Ha sido aceptada en las instalaciones de un maestro de cosmología, pero está desesperada porque no le permiten realizar investigaciones satisfactorias por ser mujer. Es una de las personas más inteligentes de la instalación y resuelve problemas difíciles planteados por Badeni. Es la asistente de Kolbe.

## Contenido de la obra

### Manga
Chi: Chikyū no Undō ni Tsuite, escrito e ilustrado por Uoto, ue serializada en la revista de manga seinen Weekly Big Comic Spirits de Shōgakukan desde el 14 de septiembre de 2020, al 18 de abril de 2022. Shōgakukan recopiló sus capítulos en ocho volúmenes tankōbon, lanzados del 11 de diciembre de 2020, al 30 de junio de 2022.
Seven Seas Entertainment obtuvo la licencia del manga para su publicación en inglés. Milky Way Ediciones obtuvo la licencia en España.

#### Lista de volúmenes
| Volúmenes de manga publicados | Volúmenes de manga publicados | Volúmenes de manga publicados | Volúmenes de manga publicados | Volúmenes de manga publicados |
| Número                        | Fecha de lanzamiento          | ISBN                          | Fecha de lanzamiento          | ISBN                          |
| ----------------------------- | ----------------------------- | ----------------------------- | ----------------------------- | ----------------------------- |
| 1                             | 11 de diciembre de 2020       | ISBN 978-4-09-860778-5        | 17 de noviembre de 2022       | ISBN 978-84-19536-12-9        |
| 2                             | 12 de enero de 2021           | ISBN 978-4-09-860801-0        | 31 de enero de 2023           | ISBN 978-84-19536-38-9        |
| 3                             | 30 de marzo de 2021           | ISBN 978-4-09-860878-2        | 29 de marzo de 2023           | ISBN 978-84-19536-67-9        |
| 4                             | 30 de junio de 2021           | ISBN 978-4-09-861071-6        | 31 de mayo de 2023            | ISBN 978-84-19536-89-1        |
| 5                             | 30 de septiembre de 2021      | ISBN 978-4-09-861146-1        | 30 de agosto de 2023          | ISBN 978-84-19914-27-9        |
| 6                             | 28 de diciembre de 2021       | ISBN 978-4-09-861206-2        | 20 de noviembre de 2023       | ISBN 978-84-19914-57-6        |
| 7                             | 30 de marzo de 2022           | ISBN 978-4-09-861260-4        | 28 de febrero de 2024         | ISBN 978-84-10223-04-2        |
| 8                             | 30 de junio de 2022           | ISBN 978-4-09-861317-5        | 26 de junio de 2024           | ISBN 978-84-10223-31-8        |

### Anime
En junio de 2022, una adaptación de la serie al anime fue anunciada. La serie está producida por Madhouse, dirigida por Ken'ichi Shimizu y escrita por Shingo Irie, con Masanori Shino diseñando los personajes y Kensuke Ushio componiendo la música. Se estrenó el 5 de octubre de 2024 en NHK General TV. La serie tendrá una duración de 25 episodios, que se emitirán durante dos cursos consecutivos. El tema de apertura es «Kaijū» (怪獣?), interpretado por Sakanaction, mientras que el tema de cierre es «Aporia» (アポリア?), interpretado por Yorushika. Netflix anunció que transmitirá simultáneamente la serie en todo el mundo.

### Otros
El manga apareció en el vídeo musical de la canción «1.0» de amazarashi el 30 de marzo de 2022, y el vídeo muestra la letra utilizando impresión tipográfica sobre el arte de la serie. También apareció en el vídeo musical de la canción «Cassiopeia Mooring» (カシオピア係留所 Kashiopia Keiryū-sho?) de amazarashi, lanzado el 30 de junio de 2022, con personajes de la serie y sus diálogos proyectados en el planetario del Museo de Ciencia y Educación de Itabashi en Tokio.

## Recepción
El manga fue recomendado por los mangakas Hitoshi Iwaaki y Shin Takahashi. Chi fue nominada en la 14.ª edición de los premios Manga Taishō en 2021 y quedó en segundo lugar con 67 puntos; fue nominada para la 15.ª edición en 2022 y quedó en quinto lugar con 59 puntos. Fue nominada al Next Manga Award en 2021 y quedó décima en la categoría impresa. La serie ocupó el puesto 37 en la lista de "Libro del año" de 2021 de la revista Da Vinci; ocupó el puesto 21 en la lista de 2022. Ocupó el segundo lugar en la lista Kono Manga ga Sugoi! de 2022 de Takarajimasha de los mejores manga para lectores masculinos. Ganó el Manga Grand Prix 2021, creado por el comediante y entusiasta del manga Kendō Kobayashi. El manga fue nominado en la 67.ª edición de los Shogakukan Manga Award en la categoría general en 2021; también fue nominado para la 68.ª edición en la misma categoría en 2022. La serie ocupó el quinto lugar entre los cómics recomendados por los empleados de las librerías nacionales de 2022. El manga fue nominado en la 46.ª edición de los Kodansha Manga Award en la categoría general en 2022. La serie ganó el 26.º Premio Cultural Tezuka Osamu en 2022. El manga ganó en la edición 54.ª de los Seiun Award en la categoría de Mejor Cómic en 2023.

## Otras lecturas
- Shimada, Kazushi (4 de enero de 2021). «2021年、まず読むべき漫画『チ。』 「地動説」をテーマに描く美学とは？». Real Sound (en japonés). Blueprint Co., Ltd. Archivado desde el original el 30 de enero de 2021.
- «命を賭して正しさの証明を…壮大な地動説証明ドラマ 『チ。-地球の運動について-』 ／マンガPOP横丁㊷». Da Vinci News (en japonés). Kadokawa Corporation. 29 de enero de 2021. Archivado desde el original el 30 de enero de 2021.